# Parafia św. Michała i św. Antoniego w Montrealu
Parafia św. Michała i św. Antoniego w Montrealu (ang. St. Michael and St. Anthony  Parish) (fr. Église de Sts. Saint-Michel et Saint – Anthony) – parafia rzymskokatolicka położona w dzielnicy Montrealu, Mile End, w prowincji Quebec w Kanadzie.
Jest ona wieloetniczną parafią, z mszą św. w j. polskim dla polskich imigrantów.

## Historia parafii
2 maja 1902 roku arcybiskup Bruchesi powołał irlandzką parafię w Montrealu. 25 maja 1902 została odprawiona pierwsza msza św. w sali pod budynkiem straży pożarnej na rogu ulic St. Denis i Laurier.
Po II wojnie światowej przybyła do Montrealu nowa grupa Polaków. Wielu z nich znalazło się na terenie parafii św. Michała. Początkowo utworzono na tym terenie polską misję św. Antoniego z Padwy. Pierwszym duszpasterzem misji został franciszkanin – o. Tytus Wictor ze Stanów Zjednoczonych. 1 lipca 1958 roku kardynał P.E. Leger zatwierdził istnienie tej misji.

Następcą o. Tytusa był o. Konrad Miller, który wraz z parafianami zamierzał wybudować własną świątynię.
Chociaż Mile End było początkowo głównie irlandzkie, polska społeczność rosła tak szybko, że władze kościelne postanowiły połączyć dwie wspólnoty w jedną. W lipcu 1964 roku przyłączono misję św. Antoniego do parafii św. Michała. Aby zaznaczyć tę zmianę, św. Antoni został dołączony do nazwy parafii św. Michała, odzwierciedlając oddanie  franciszkanów konwencjonalnych dla św. Antoniego z Padwy.
Proboszczem połączonej parafii został o. Konrad Miller. Liczyła ona około 1000 rodzin polskich i około 500 rodzin irlandzkich.

Specjalny dekret z dnia 16 grudnia 1969 roku, potwierdził istnienie dwujęzycznej parafii pod wezwaniem św. Michała i św. Antoniego. Od tego czasu administracją parafialną zajmuje się dwunastoosobowa Rada Parafialna (sześciu Polaków i sześciu Irlandczyków), której przewodniczącym jest każdorazowy proboszcz.

## Kościół
W 1904 roku wybudowano pierwszy kościół przy ulicy Boucher. Jednak ze względu na silną rozbudowę tej dzielnicy, w lipcu 1914 roku rozpoczęto budowę nowego kościoła św. Michała, w stylu bizantyjskim.

W grudniu 1915 arcybiskup Bruchesi dokonał poświęcenia tego kościoła. Wtedy parafia liczyła około 15 tys. wiernych i posiadała najwyższy kościół w Montrealu.

Koszt budowy wyniósł 232 000 dolarów. Pojemność kościoła 1400 osób.

## Duszpasterze
- o. Tytus Wictor (1958–1963)
- o. Konrad Miller (1963–1969)
- o. Bruno Parzych, (1969-1972)
- o. Tymoteusz Zientek OFM Conv. (1972-1976)
- o. Bernard Przewoźny OFMConv. (1976–1977)
- o. Maksymilian Pado OFMConv. (1977-1977)
- o. Leon Dąbkowski OFMConv. (1977–1980)
- o. Krzysztof Cybulski OFMConv. (1980–1989)
- o. Władysław Matejek OFMConv. (1989–1995)
- o. Józef Błaszak OFMConv. (1995–2001)
- o. Wacław Sokołowski OFM Conv. (2002-2006)
- o. Bogdan Gawot OFM Conv. (2006-2008)
- o. Władysław Matejek OFM Conv. (2008-2017)
- o. Adam Zawacki OFM Conv. (2017-2020)

## Organizacje parafialne
- Towarzystwo Żywego Różańca
- grupa taneczna "Tatry"

## Nabożeństwa w j. polskim
- W dni powszednie – 8:00
- Niedziela – 9:45; 11:00